# Suzanne Van Damme
Suzanne Van Damme (Gent, 22 september 1901 – Elsene, 11 januari 1986) was een Belgische kunstschilder en aquarelliste van landschappen, portretten, stillevens en zeegezichten. Zij was gehuwd met de Italiaanse schilder, schrijver, dichter en keramist Bruno Capacci. Haar kunst evolueerde van postimpressionisme naar surrealisme tot abstracte kunst die gekenmerkt werd door ideogrammen.

## Biografie

### Opleiding
Van Damme volgde haar opleiding aan de Koninklijke Academies voor Schone Kunsten van Gent en Brussel en in het vrije atelier L'Effort in Brussel. In de jaren 1920 schilderde zij realistische portretten, stillevens en landschappen, sommige met post-impressionistische inslag.
In de jaren '20 was ze actief In Oostende. Ze stond er in contact met James Ensor en haar werk werd door hem beïnvloed. Sommige bronnen vermelden haar als leerlinge van James Ensor. Ze schilderde in 1925 zijn portret. Ensor maakte op zijn beurt een dubbelportret van haar en van zichzelf in 1938.

### Post-impressionisme
Zij had reeds op jonge leeftijd succes, waarvan tentoonstellingen in Galerie Manteau (Brussel) in 1931 en Galerie Georges Giroux in 1933 een voorbeeld zijn.
Begin jaren '30 verhuisde Van Damme naar Parijs, waar ze in het café "Le Dôme" de vijf jaar jongere Italiaanse dichter en schilder Bruno Capacci ontmoette met wie ze trouwde. Ze gingen in Parijs wonen, later ook in het Zuiden van Frankrijk. Haar carrière verliep zeer succesvol. In de jaren '30 volgden belangrijke tentoonstellingen elkaar op.

### Surrealisme
Bij het begin van de Tweede Wereldoorlog in 1939 gingen ze in België wonen, ze zouden daar tot het einde van de oorlog blijven. In die periode kwam het echtpaar in contact met Belgische en Franse surrealistische schrijvers. Ze raakten in Parijs bevriend met André Breton, Paul Éluard en Jean Cocteau en in Brussel met Marcel Lecomte, Paul Colinet, Louis Scutenaire en Irène Hamoir. Van Damme ging nu in de surrealistische stijl werken, met silhouetten van vrouwen en van monsters in een verfijnde stijl. Paul Colinet zou later de titels van haar surrealistische werken verzinnen, net zoals hij dat ook voor Magritte heeft gedaan.
Na de oorlog ging het echtpaar opnieuw in Parijs en nadien in Florence wonen, in 1950 bouwden ze een huis met uitzicht op de omliggende heuvels van Fiesole.
Op uitnodiging van André Breton konden beide echtgenoten deelnemen aan  "l'Exposition Internationale du Surréalisme" in de Galerie Maeght in Parijs in 1947. Dit zorgde voor haar doorbraak. Ze exposeerde er samen met beroemde tijdgenoten zoals Marcel Duchamp, Max Ernst, Alberto Giacometti, Joan Miro, Man Ray en vele anderen. Haar tekeningen en schilderijen toonden vrouwelijke figuren in een dromerige sfeer. Exposities zoals de Biënnales van Venetië en São Paulo en de Wereldtentoonstelling 1958 in Brussel volgden. In 1956 volgde nationale erkenning met haar benoeming tot Ridder in de Kroonorde.

### Abstract
In de jaren '60 ging ze als autodidact in samenwerking met haar echtgenoot kunstwerken in keramiek maken. Daarnaast maakte ze ook abstracte werken met "gemengde technieken". Men sprak van "abstract sculptural compositions". In die periode werd zij dikwijls gevraagd voor exposities in de Verenigde Staten en in 1962 ook in het Belgisch paviljoen op de Biënnale van Venetië.
Haar kunst evolueerde later naar een ander soort figuratieve abstracte kunst die bestond uit ideogrammen, tekens en symbolen in een persoonlijke taal, opgebouwd uit een collage van mini-schilderijtjes. Het lijken cryptogrammen, dikwijls geschilderd in overheersend beige, bruine en zwarte tinten, maar soms ook opvallend veelkleurig. Deze stijl zou typerend blijven voor de rest van haar carrière tot in de jaren '80.
In de loop van 1970 keerde het echtpaar definitief terug naar België en gaat in Brussel wonen. Van Damme bleef actief in haar cryptische stijl en nam deel aan diverse exposities in België en het buitenland.
Van Damme overleed in 1986 in Elsene. Haar echtgenoot overleefde haar gedurende 10 jaar.
Group 2 Gallery in Brussel bracht hulde aan de kunstenares in 1990, 1992 en 2010 met overzichtstentoonstellingen, daarnaast nam ze haar werken op in talloze collectieve tentoonstellingen. Deze galerij bewaart de archieven en persberichten van en over Van Damme, een schenking van haar echtgenoot.
In 1990-2000 waren er drie werken van Van Damme te zien in de museale tentoonstelling "Elck zijn waerom", vrouwelijke kunstenaars in België en Nederland 1500-1950 in de Koninklijke Musea te Antwerpen en het Museum te Arnhem
In 2015 waren er vijf schilderijen van haar te zien bij Sotheby's New York Gallery in de tentoonstelling "Cherchez la Femme". Haar werk was er te zien in gezelschap van andere vrouwelijke surrealisten zoals Frida Kahlo, Leonor Fini, Meret Oppenheim, Leonora Carrington en Dorothea Tanning.
Van 31 maart tot 10 september 2023 liep er een tentoonstelling "Surréalisme au féminin?" over vrouwelijke surrealistische kunstenaars in het Museum van Montmartre te Parijs. Niet minder dan 150 verschillende werken van 50 vrouwelijke kunstenaars werden er tentoongesteld, waaronder 2 doeken van Suzanne Van Damme en enkele werken van Jane Graverol en van Rachel Baes.

## Persoonlijke tentoonstellingen
- Galerie Manteau, Brussel, 1931.
- Paleis voor Schone Kunsten in Brussel, 1932, 1938, 1960, 1965 en 1969.
- Galerie Georges Giroux, Brussel, 1933.
- Galerie de Paris, Parijs, 1934.
- Galerie Bernheim, Parijs, 1935.
- Galleria d'arte del Naviglio, Milaan februari 1948.
- Galleria d'arte La Bussola, Turijn, 1959.
- Marshall Field Gallery, Chicago, 1959.
- Thibault Gallery, New York, 1961.
- Calhoun Gallery, Dallas, 1961.
- Paleis voor Schone Kunsten in Brussel, september-oktober 1961.
- Galerie Europe, Parijs: "Suzanne Van Damme - Schilderijen, manuscripten" 1965.
- Saks Gallery, Denver, 1969.
- Galerie Isy Brachot, Brussel, 1973.
- Galerie Maeyaert, Oostende december 1976 -januari 1977.
- Galleria Schettini, Milaan, 1981.
- Group 2 Gallery, Brussel.
  - 1990  Hommage aan Suzanne Van Damme
  - 1992  Suzanne Van Damme, van realisme naar surrealisme
  - 2010  Group 2 Gallery 20 jaar: Suzanne Van Damme

## Collectieve tentoonstellingen
- 1931: Galerie Georges Giroux, Brussel:  De nieuwe generatie
- 1934:  Galerie Studio, Oostende :Kunstenaarsportreten en Tentoonstelling Kunstenaars over de vrouw  (James Ensor, Félix Labisse, Suzanne Van Damme ...), Galerie Studio, Oostende, 1934.
- 1935: Wereldtentoonstelling 1935 Brussel.
- 1935,1954,1962 : Biënnale van Venetië
- 1940 (maart): Galerie Georges Giroux, Brussel De groep "Oriëntations",[18]
- 1947: Galerie Maeght, Parijs Internationale Tentoonstelling van het Surrealisme[14]
- 1953, 1957: Biënnale van São Paulo
- 1958 (april-oktober): Wereldtentoonstelling 1958 Brussel : Hedendaagse Belgische kunst, Paviljoen VII, Wereldtentoonstelling
- 1994: Group 2 Gallery, Brussel: Sandscapes met Suzanne Thienpont en Berthe Dubail
- 1996: Group 2 Gallery, Brussel: Suzanne Van Damme - Bruno Capacci
- 1999-2000: Elck zijn waerom, Vrouwelijke kunstenaars in België en Nederland 1500-1950, Koninklijke Musea voor Schone Kunsten Antwerpen en Museum voor Moderne Kunst Arnhem
- 2015 (oktober-november): Sotheby's Gallery, New York, Cherchez la femme met  Leonor Fini, Meret Oppenheim, Leonora Carrington, Dorothea Tanning, Toyen, Dora Maar, en anderen
- 2016 (februari-maart): Group 2 Gallery, Brussel: Vrouwen in de Vuurlinie - Femmes aux pinceaux - Women in the frontline
- 2016 (november-december): Group 2 Gallery, Brussel: Van Rubens tot Michaux: de poëzie van zwart-wit
- 2018 (februari-maart): Group 2 Gallery, Brussel: Gouaches & watercolours by Belgian Masters
- 2018 (april-mei): Group 2 Gallery, Brussel: Straight & curved lines
- 2019-2020 (november-februari):  Group 2 Gallery, Brussel Tout feu tout femme, Womanpower
- 2023:(april-september) Musée de Montmartre, Parijs: Surréalisme au féminin ? met o.m. werken van Meret Oppenheim, Leonora Carrington, Leonor Fini, Toyen, Jane Graverol, Rachel Baes e.a.

## Musea en openbare collecties
- Château-Musée de Cagnes-sur-mer, Suzy Solidor : En robe de coquillages, olieverf op paneel  220x109cm, 1946[19].
- KMSKA - Antwerpen, / 'Zicht op Tuileries, olieverf op doek [20].
- Koninklijk Museum voor Schone Kunsten, Brussel, Le gant précoce, aquarel, gouaches en Oostindische inkt op papier [20].
- Communauté française de Belgique, Brussel.
- Ministerie van cultuur, administratie van Schone Kunsten, Brussel : vier doeken [20].
- SMAK - Stedelijk Museum voor Actuele Kunst.
- Musée des beaux-arts de Liège, Le Piolet à Cagnes, olieverf op doek[20].
- Beaux-Arts Mons.
- Musée des beaux-arts du Canada, Ottawa : "Sans titre", 1947.
- Getty Museum, Los Angeles.
- Art Institute of Chicago.

## Privécollecties
- André Breton
- Thomas Neirynck [21]
- Gustave Van Geluwe, Portret van Mevrouw Van Geluwe, olieverf op doek [22]
- Gent, Privécollectie: marine
- Paul Colinet, Les Naturels de l'esprit, met achttien tekeningen van Suzanne Van Damme, Parijs, Fontaine, 1947 (werk met de banner: " Ik ken tot nu toe geen meer voorbeeldige samenwerking tussen een dichter en een kunstenaar - André Breton ) [23]
- Surrealisme in 1947, verrijkt met achttien originele litho's van Victor Brauner, Serge Brignoni, Alexander Calder, Bruno Capacci, Suzanne Van Damme, Julio de Diego (in), Enrico Donati, Max Ernst, David Hare, Jacques Hérold, Wifredo Lam, Jacqueline Lamba, Man Ray, Roberto Matta, Joan Miro, Kay Sage, Yves Tanguy, Toyen en gedrukt door Mourlot Frères, Editions Pierre à Feu/Maeght, 1947 [24] [14].
- Lionello Fiumi, Geselecteerde vertaalde gedichten, getekend door Suzanne Van Damme, Brussel, The Poet's House, 1950
- Paul Colinet, La Lampe du valet de piques, met een portret van Suzanne Van Damme en een voorwoord van Louis Scutenaire, Tilleur-les-Liège, Rhétorique, 1963
- Het werk van Suzanne Van Damme 1920-1945, voorwoord door Marcel Lecomte, Brussel, Éditions La Boétie, 1946.
- Dertig reproducties van schilderijen van Suzanne Van Damme, voorwoord door Paul Fierens, Brussel, Éditions La Boétie, 1950.
- Suzanne Van Damme, tekst door Roger Bodart, Antwerpen, De Sikkel, 1953.
- Suzanne Van Damme, tekst door Luigi Carluccio, Turijn, Galleria d'arte La Bussola, 1959.
- Suzanne Van Damme - Schilderijen, manuscripten, Parijs, Galerie Europe, 1965.
- Suzanne Van Damme, schilderijen, tekst door Henry Bauchau, Brussel, Paleis voor Schone Kunsten, 1967
- Suzanne Van Damme, tekst door Henry Bauchau, Brussel, Galerie Isy Brachot, 1973.
- Suzanne Van Damme, teksten van Paul Fierens en Marcel Lecomte, Oostende, Galerie Maeyaert, 1976, 1977.
- Suzanne Van Damme, tekst door Henry Bauchau, Milaan, Galleria Schettini, 1981
- Roger Bodart, Suzanne Van Damme, Editions De Sikkel, Antwerpen, collectie "Monographs of Belgian art", 1953.
- Geïllustreerd Biografisch Woordenboek van kunstenaars in België sinds 1830, Arto, 1987.
- Suzanne Van Damme, Group 2 Gallery Brussel, monografie n.a.v. de openingstentoonstelling van de Galerie 1990, teksten van Jeannine Lenaerts en Raymond Lacroix.
- Emmanuel Bénézit, Woordenboek van schilders, beeldhouwers, tekenaars en graveurs, Gründ, 1999.
- Jean-Pierre Delarge, Dictionary of Modern and Contemporary Plastic Arts, Gründ, 2001 (lees online)
- Belgisch surrealisme, tijdschrift Surrealismus, nr. 2, herfst-winter 2016.
- Archief Henry Bauchau, Het mentale landschap, interview met Suzanne Van Damme, 1965, Katholieke Universiteit Leuven.

- Bibliothèque nationale de France: cb149665261 (data)
- Gemeinsame Normdatei: 101102585
- International Standard Name Identifier: 0000 0000 7821 6179
- Library of Congress Control Number: nr94010852
- Nationale Bibliotheek van Israël: 987007287546005171
- Nederlandse Thesaurus van Auteursnamen: 114593078
- RKD-Nederlands Instituut voor Kunstgeschiedenis: 79186
- Système universitaire de documentation: 085926787
- Union List of Artist Names: 500042345
- Virtual International Authority File: 36798564
- WorldCat: E39PBJmHFwPGwkf3RRtfKDGPwC